# Orientierungslauf-Weltmeisterschaften 2011
Die 28. Orientierungslauf-Weltmeisterschaften fanden vom 10. bis zum 20. August 2011 im französischen Département Savoie statt. Es waren die zweiten Weltmeisterschaften im Orientierungslauf in Frankreich nach den Orientierungslauf-Weltmeisterschaften 1987 in Gérardmer.

## Wettkampf-Zeitplan
- 13. August: Qualifikation Langdistanz
- 14. August: Qualifikation Mitteldistanz
- 15. August: Ruhetag
- 16. August: Qualifikation und Finale Sprint
- 17. August: Finale Langdistanz
- 18. August: Ruhetag
- 19. August: Finale Mitteldistanz
- 20. August: Staffel

## Herren

### Sprint
| Platz | Land | Athlet           | Zeit        |
| ----- | ---- | ---------------- | ----------- |
| 1     | SUI  | Daniel Hubmann   | 13:11,8 min |
| 2     | SWE  | Anders Holmberg  | 13:37,8 min |
| 3     | SUI  | Matthias Müller  | 13:41,2 min |
| 4     | GBR  | Graham Gristwood | 13:58,8 min |
| 5     | ROU  | Ionut Zinca      | 14:05,1 min |
| 6     | SUI  | Matthias Merz    | 14:07,1 min |
| 7     | AUT  | Robert Merl      | 14:11,6 min |
| 8     | CZE  | Jan Procházka    | 14:13,0 min |

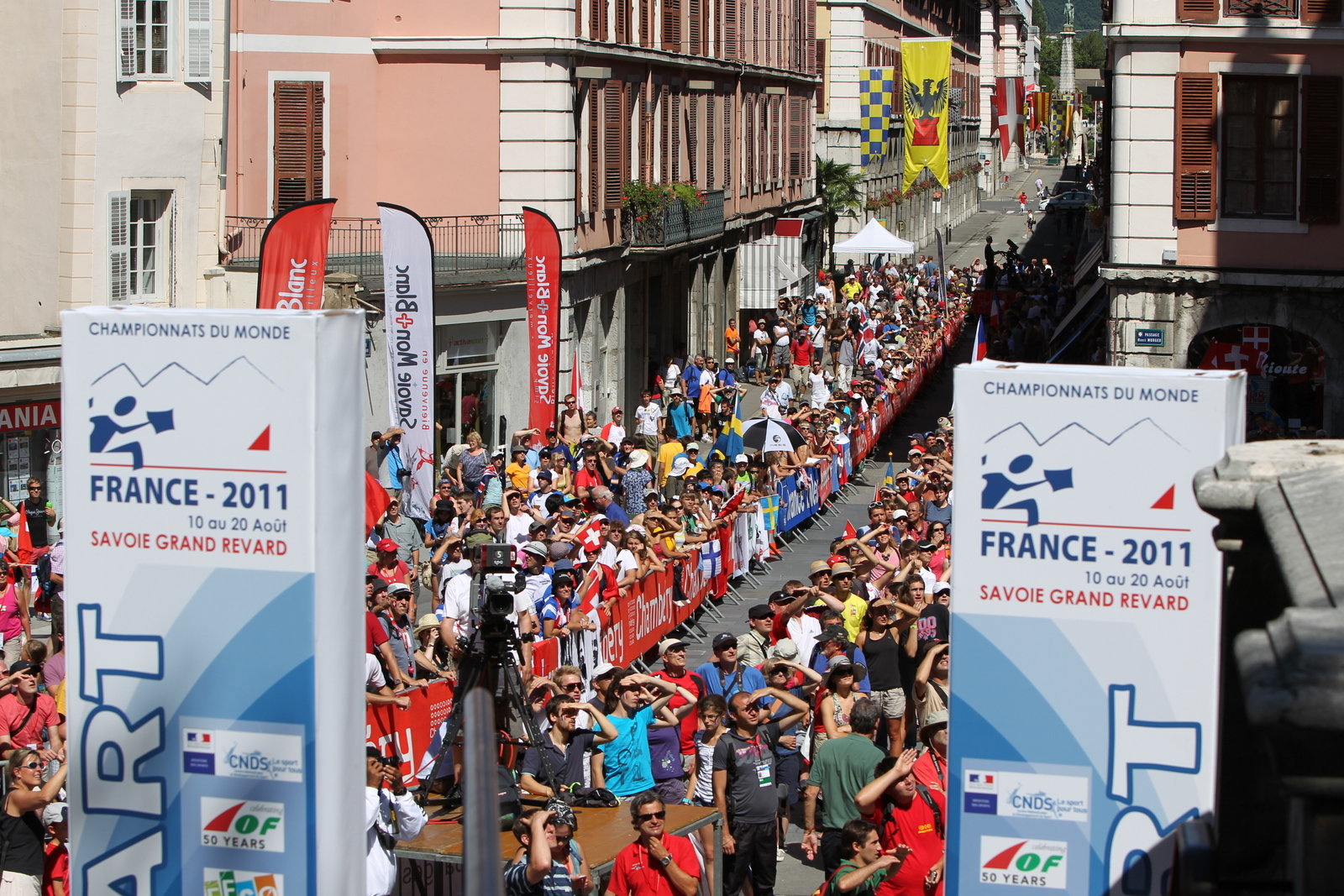
Startbereich des Sprints in Chambéry.

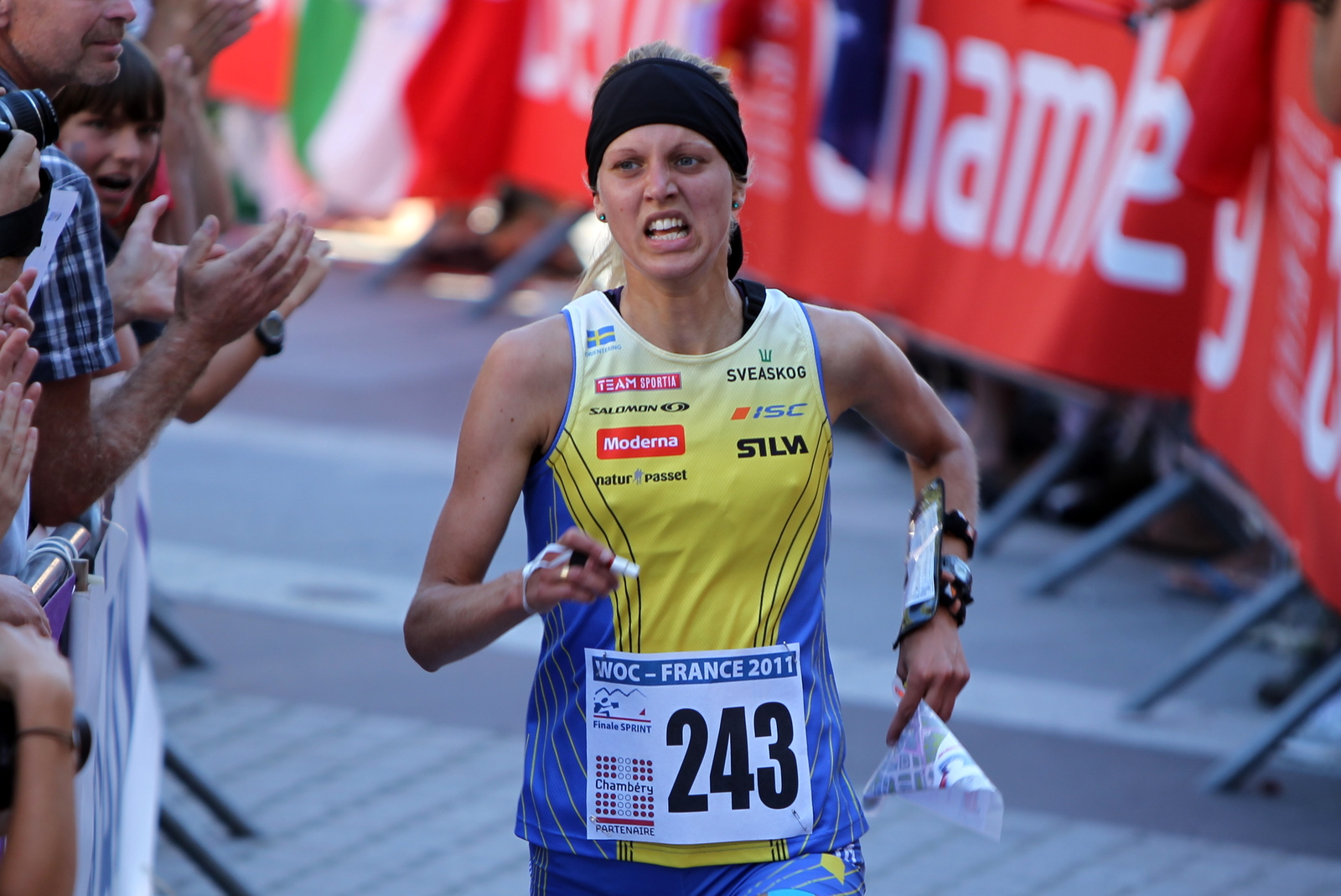
Sprintsiegerin Linnea Gustafsson aus Schweden.

Qualifikation: 16. August 2011, 9:35 Uhr

Ort: Aix-les-Bains
Finale: 16. August 2011, 16:00 Uhr

Ort: Chambéry

Länge: 2,5 km

Steigung: 25 m

Posten: 20

### Mitteldistanz
| Platz | Land | Athlet                 | Zeit      |
| ----- | ---- | ---------------------- | --------- |
| 1     | FRA  | Thierry Gueorgiou      | 34:38 min |
| 2     | SWE  | Peter Öberg            | 36:59 min |
| 3     | NOR  | Olav Lundanes          | 37:01 min |
| 4     | UKR  | Oleksandr Kratow       | 37:30 min |
| 5     | LTU  | Jonas Vytautas Gvildys | 37:45 min |
| 6     | FRA  | François Gonon         | 37:46 min |
| 7     | DEN  | Tue Lassen             | 38:26 min |
| 8     | SUI  | Matthias Müller        | 38:40 min |

Qualifikation: 14. August 2011, 15:10 Uhr

Ort: Saint-François-de-Sales
Finale: 19. August 2011, 15:10 Uhr

Ort: La Féclaz

Länge: 5,4 km

Steigung: 315 m

Posten: 21

### Langdistanz

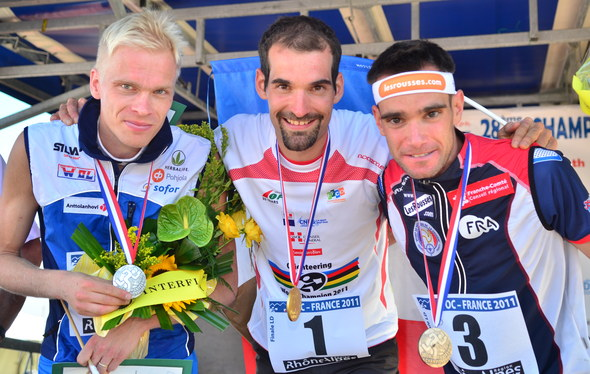
Die Medaillengewinner auf der Langdistanz: Pasi Ikonen, Thierry Gueorgiou und François Gonon (v.l.)

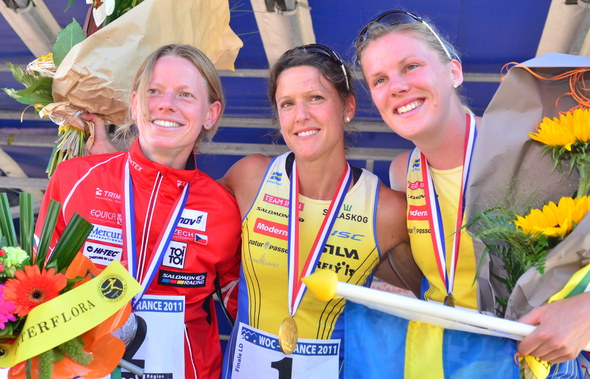
Siegerehrung Langdistanz der Damen: Dana Brožková, Annika Billstam und Helena Jansson (v.l.)

| Platz | Land | Athlet            | Zeit      |
| ----- | ---- | ----------------- | --------- |
| 1     | FRA  | Thierry Gueorgiou | 1:47:29 h |
| 2     | FIN  | Pasi Ikonen       | 1:51:56 h |
| 3     | FRA  | François Gonon    | 1:53:35 h |
| 4     | SUI  | Baptiste Rollier  | 1:55:26 h |
| 5     | SUI  | Daniel Hubmann    | 1:57:05 h |
| 6     | SWE  | Olle Boström      | 1:57:40 h |
| 7     | FRA  | Philippe Adamski  | 1:57:47 h |
| 8     | SUI  | Marc Lauenstein   | 1:57:48 h |

Qualifikation: 13. August 2011

Ort: Saint-François-de-Sales
Finale: 17. August 2011, 13:00 Uhr

Ort: La Féclaz

Länge: 15,8 km

Steigung: 690 m

Posten: 31

### Staffel
| Platz | Land | Athletinnen                                             | Zeit      |
| ----- | ---- | ------------------------------------------------------- | --------- |
| 1     | FRA  | Philippe Adamski François Gonon Thierry Gueorgiou       | 1:53:48 h |
| 2     | NOR  | Carl Waaler Kaas Anders Nordberg Olav Lundanes          | 1:57:52 h |
| 3     | SWE  | Anders Holmberg Olle Boström David Andersson            | 1:58:03 h |
| 4     | SUI  | Matthias Merz Fabian Hertner Daniel Hubmann             | 1:58:35 h |
| 5     | RUS  | Andrei Chramow Dmitri Zwetkow Alexei Bortnik            | 2:03:12 h |
| 6     | LTU  | Vilius Aleliūnas Simonas Krėpšta Jonas Vytautas Gvildys | 2:03:19 h |
| 7     | FIN  | Olli-Markus Taivainen Tero Föhr Pasi Ikonen             | 2:04:07 h |
| 8     | EST  | Olle Kärner Peeter Pihl Lauri Sild                      | 2:04:18 h |

Datum: 20. August 2011, 15:15 Uhr (Massenstart)

Ort: La Féclaz

1. Runde:

2. Runde:

3. Runde:

## Damen

### Sprint
| Platz | Land | Athlet                | Zeit        |
| ----- | ---- | --------------------- | ----------- |
| 1     | SWE  | Linnea Gustafsson     | 13:14,3 min |
| 2     | SWE  | Helena Jansson        | 13:22,7 min |
| 3     | SWE  | Lena Eliasson         | 13:28,5 min |
| 4     | DEN  | Maja Alm              | 13:54,4 min |
| 5     | RUS  | Anastassija Tichonowa | 14:00,3 min |
| 6     | DEN  | Emma Klingenberg      | 14:01,1 min |
| 6     | FIN  | Anni-Maija Fincke     | 14:01,1 min |
| 8     | RUS  | Galina Winogradowa    | 14:04,5 min |

Qualifikation: 16. August 2011, 9:00 Uhr

Ort: Aix-les-Bains
Finale: 16. August 2011, 15:00 Uhr

Ort: Chambéry

Länge: 2,2 km

Steigung: 25 m

Posten: 19

### Mitteldistanz
| Platz | Land | Athlet              | Zeit      |
| ----- | ---- | ------------------- | --------- |
| 1     | SWE  | Helena Jansson      | 33:10 min |
| 2     | DEN  | Ida Bobach          | 34:26 min |
| 3     | SUI  | Judith Wyder        | 35:11 min |
| 4     | FIN  | Minna Kauppi        | 35:19 min |
| 5     | RUS  | Natalja Winogradowa | 35:28 min |
| 6     | DEN  | Maja Alm            | 35:31 min |
| 7     | NOR  | Marianne Andersen   | 35:49 min |
| 8     | FIN  | Merja Rantanen      | 36:32 min |

Qualifikation: 14. August 2011, 14:00 Uhr

Ort: Saint-François-de-Sales
Finale: 19. August 2011, 13:30 Uhr

Ort: La Féclaz

Länge: 3,8 km

Steigung: 260 m

Posten: 16

### Langdistanz
| Platz | Land | Athlet                  | Zeit      |
| ----- | ---- | ----------------------- | --------- |
| 1     | SWE  | Annika Billstam         | 1:22:26 h |
| 2     | CZE  | Dana Brožková           | 1:26:54 h |
| 3     | SWE  | Helena Jansson          | 1:29:55 h |
| 4     | CZE  | Eva Juřeníková          | 1:30:58 h |
| 5     | NOR  | Heidi Østlid Bagstevold | 1:31:57 h |
| 6     | FIN  | Anni-Maija Fincke       | 1:34:06 h |
| 7     | DEN  | Signe Søes              | 1:34:51 h |
| 8     | FIN  | Merja Rantanen          | 1:35:56 h |

Qualifikation: 13. August 2011

Ort: Saint-François-de-Sales
Finale: 17. August 2011, 12:30 Uhr

Ort: La Féclaz

Länge: 10,3 km

Steigung: 445 m

Posten: 21

### Staffel
| Platz | Land | Athletinnen                                             | Zeit      |
| ----- | ---- | ------------------------------------------------------- | --------- |
| 1     | FIN  | Anni-Maija Fincke Merja Rantanen Minna Kauppi           | 1:42:42 h |
| 2     | CZE  | Martina Zvěřinová Eva Juřeníková Dana Brožková          | 1:42:43 h |
| 3     | SWE  | Helena Jansson Tove Alexandersson Annika Billstam       | 1:42:44 h |
| 4     | NOR  | Mari Fasting Heidi Østlid Bagstevold Marianne Andersen  | 1:43:38 h |
| 5     | DEN  | Ida Bobach Signe Søes Maja Alm                          | 1:43:45 h |
| 6     | EST  | Grete Gutmann Liis Johanson Annika Rihma                | 1:43:59 h |
| 7     | SUI  | Ines Brodmann Judith Wyder Rahel Friedrich              | 1:45:12 h |
| 8     | UKR  | Anastasija Danylowa Nadija Wolynska Olga Rieznytschenko | 1:48:08 h |

Datum: 20. August 2011, 13:15 Uhr (Massenstart)

Ort: La Féclaz

1. Runde: 3,9 km Länge, 195 m Steigung, 15 Posten

2. Runde: 3,9 km Länge, 195 m Steigung, 15 Posten

3. Runde: 4,2 km Länge, 200 m Steigung, 21 Posten

## Medaillenspiegel
| Platz | Land       | Gold | Silber | Bronze | Gesamt |
| ----- | ---------- | ---- | ------ | ------ | ------ |
| 1     | Schweden   | 3    | 3      | 4      | 10     |
| 2     | Frankreich | 3    | -      | 1      | 4      |
| 3     | Finnland   | 1    | 1      | –      | 2      |
| 4     | Schweiz    | 1    | –      | 2      | 3      |
| 5     | Tschechien | –    | 2      | -      | 2      |
| 6     | Norwegen   | –    | 1      | 1      | 2      |
| 7     | Dänemark   | –    | 1      | -      | 1      |